# Mudau
Mudau är en kommun och ort i Neckar-Odenwald-Kreis i regionen Rhein-Neckar i Regierungsbezirk Karlsruhe i förbundslandet Baden-Württemberg i Tyskland.